# Hygge
Hygge (vyslovuj „hjuge“) je dánské slovo, vyjadřující pohodový přístup k životu, spjatý s pohodlným bydlením a uměním najít si něco krásného v každém okamžiku. Tento způsob života je často spojován s tím, že Dánové jsou podle výzkumů jedním z nejšťastnějších národů na světě. Také se považují za stát, kde je nejméně lidí ve stresu a depresi.
Najít něco výjimečného v každém okamžiku, vytvořit si příjemnou atmosféru i ve zdánlivě obyčejných všedních dnech, užívat si chvilky se svými blízkými a radovat se ze života – to se dá považovat za hygge. Hygge jako součást dánské kultury je fenomén, který se datuje do konce 20. století. Nyní se umění hygge vyučuje například v Londýně na Morley College.

## Principy hygge
Principy hygge:
- Atmosféra – ztlumení světel – zapálení svíček, krbu (ale i větrání)
- Přítomnost – vypnutí mobilního telefonu
- Potěšení – káva, čokoláda, sušenky, dorty, cukroví (ve zdravější verzi nebo přiměřené množství)
- Rovnost – vycházejte si se všemi vstříc
- Vděčnost – radujte se, je možné, že lepší už to nebude
- Soulad – nesoutěžíme, už teď tě máme rádi, není potřeba se předvádět úspěchy
- Pohodlí – nespěchejte, zastavte se, uvolněte se
- Příměří – žádná dramata, politiku nechte na zítra
- Pospolitost – vytvářejte vztahy a příběhy
- Útočiště – tohle je tvoje „tlupa“ a tvůj přístav bezpečí

### Úloha přírody
Příroda je útěchou pro nejnáročnější životní situace a funguje také jako digitální detox. Ne nadarmo hygge při pobytu venku tiší úzkosti. Nenechte se odradit počasím, protože stačí správné oblečení, a i zima není překážkou pobytu v přírodě. O to víc pak chutná jídlo a teplý nápoj třeba u krbu. Díky aktivnímu pohybu v přírodě a užívání si každého ročního období venku je možné vychutnávání velkých porcí jídla a chvilek lenošení bez negativního vlivu na zdraví. Hygge říká, že procházka je lepší než posilovna. Navíc můžete objevit venkovské tradice vašeho kraje, třeba rybaření a lov.

## Bydlení ve stylu hygge
Hygge styl bydlení spočívá především v útulnosti, pohodě a příjemné atmosféře. „Ve skutečnosti to zas taková věda není. Spousta věcí je intuitivních a některé z nich možná praktikujete, aniž byste se nad nimi dlouze zamýšleli." Hygge je vše, co ve vás evokuje pozitivní emoce a dobrou náladu. Pro někoho to může být šálek dobré kávy, dobré jídlo nebo například zajímavá kniha. Hygge styl do velké míry kombinuje jednoduchost, vzdušnost a prostor spolu s volbou takových doplňků, které vytváří pocit útulnosti. Existuje několik tipů, jak v domě vytvořit tu správnou hygge atmosféru:
- Správná volba barev - hygge ze své jednoduché podstaty miluje bílou, nicméně můžete si interiér vymalovat jakoukoliv jinou barvu, která vám navozuje dobrou náladu. Stejně tak můžete vybírat barevné doplňky, textilie (deky, polštáře, záclony) a obrazy.
- Interiér ze dřeva - dřevěný nábytek, stěny, doplňky - to všechno je hygge. Naopak umělým materiálům jako je plast nebo kov se vyhýbejte.
- Osvětlení - světlo a správné osvětlení je jedna z nejdůležitějších esencí hygge stylu bydlení. Nejlepší volbou je teplé, tlumené světlo, které vyzařují lampičky, svíčky nebo krb. Velké stropní světlo není tak podstatné.
- Správně zvolený nábytek - aby byl váš domov hygge, je dobré pořídit si nábytek jako: křesla, pohovka, knihovna, krb apod.
- Doplňky - hygge je o vás. Proto se zaměřte na doplňky a vdechněte jim duši. Nebojte se být kreativní a přidejte fotky, obrazy, gramofonové desky a další. Šikovně se snažte zkombinovat staré s novým a vytvořit tak pocit domova. Ale pozor ať to nepřeženete. Přece jen nechcete, aby interiér působil přeplácaně.